# Route nationale 95
Die Route nationale 95, kurz N 95 oder RN 95, war eine französische Nationalstraße.
Die Straße entstand 1824 aus der Route impériale 114. Sie verlief von Brignoles bis Le Luc und hatte dabei eine Länge von 23 Kilometern. Nach nur vier Jahren verschwand sie wieder, da die Nationalstraße 7 eine neue Führung bekam und dabei den Straßenverlauf der N 95 übernahm. Bis zum Ersten Weltkrieg war in dem Bereich noch eine doppelte Ausschilderung vorhanden. Dadurch verschwand die Nummer 95 erst knapp 100 Jahre später aus dem Straßenbild. Von 1978 bis 2006 wurde die Nummer für eine Verbindung zwischen einer Straßenkreuzung der Nationalstraße 86 in Tournon-sur-Rhône, der N 7 in Tain-l’Hermitage und der Anschlussstelle 13 der Autobahn 7 verwendet. Es handelte sich dabei um einen Teil der 1973 abgestuften Nationalstraße 532.